# Cessna 208 Caravan
Il Cessna 208 Caravan è un aereo executive, monomotore turboelica, monoplano ad ala alta sviluppato dall'azienda aeronautica statunitense Cessna Aircraft nei primi anni ottanta.
Realizzato in numerose versioni, alcune esclusivamente cargo, il Caravan risulta, al marzo 2012, ancora in produzione nei modelli più recenti.

## Storia del progetto
Nei primi anni ottanta l'ufficio progetti della Cessna mise mano allo sviluppo di un nuovo velivolo che si affermasse nel campo del trasporto leggero.
La nuova macchina si presentava dall'architettura semplice e spartana, ma dalla struttura solida e capace di offrire buone prestazioni con costi di acquisto e utilizzo abbastanza contenuti.
Il prototipo volò il 9 dicembre 1982 e fin dalle prime prove in volo dimostrò grande affidabilità e manovrabilità, combinate a prestazioni notevoli.

## Il traguardo dei 3000 esemplari prodotti
Il 15 gennaio 2023, la consegna di un Grand Caravan EX alla compagnia aerea brasiliana Azul Conecta, una consociata di Azul Airlines, Cessna ha annunciato che velivolo rappresentava il 3.000 turboelica della famiglia dei Caravan.

## Versioni

### Civili
208A Caravan I
prima versione del Caravan prodotta in serie per il mercato civile.
208A Caravan 675
l'attuale versione "basica" del Caravan prodotta in serie, equipaggiata con il più potente motore PT6A-114A.
208A Cargomaster
versione esclusivamente cargo del Caravan sviluppata in collaborazione con la FedEx; questa ne acquisì 40 esemplari.
208B Grand Caravan
versione ingrandita del 208A, con fusoliera allungata di 1,2 m (4 ft) ed equipaggiata con un motore PT6A-114A.
208B Super Cargomaster
versione cargo del 208B: la FedEx ne acquisì 260 esemplari.

### Militari
- U-27A: È la prima versione militare del modello 208A Caravan I.
- C-98: Designazione adottata dalla Força Aérea Brasileira per il modello U-27A.

## Utilizzatori

### Civili
Brasile
- Azul Conecta

1 Cessna 208 Caravan EX consegnato il 15 gennaio 2023.
 Canada
- Wasaya Airways

 Italia
- Aviomar

1 Cessna 208 G1000 consegnato.
- 1 Caravan (+1 dismissed Grand Caravan) per paracadutismo e attività passeggeri o merci.[4]

 Messico
- Aerus

3 Cessna 208 consegnati più un ulteriore esemplare ordinato il 21 dicembre 2022.
 Stati Uniti
- Condor Aviation

1 Cessna 208EX Grand Caravan ricevuto a giugno 2023.
- FedEx
- Kamaka Air

6 Cessna 208 in servizio al febbraio 2023.
- Surf Air Mobility

20 C208 EX ordinati a settembre 2023, con inizio delle consegne a partire dal 2024.

### Governativi
Brasile
- Polícia Rodoviária Federal

4 C208B EX ordinati a gennaio 2024.
 Stati Uniti
- United States Department of State

3 C208B in servizio al marzo 2019.

### Militari
Argentina
- Ejército Argentino

4 C-208 consegnati ed in servizio al novembre 2018.
 Bahamas
- Royal Bahamas Defence Force Air Wing

ha in organico un solo 208B Grand Caravan impiegato per il trasporto leggero;
 Bangladesh
- Bānglādēśh Sēnābāhinī

impiega un solo 208B Grand Caravan per compiti di ricognizione;
 Belize
- Belize Defence Force Air Wing

1 C208B EX donato dagli Stati Uniti, consegnato il 22 febbraio 2023, ed entrato in servizio il 2 marzo successivo.
 Brasile
- Força Aérea Brasileira

32 acquistati (8 C-98 e 24 C-98A) tra il 1987 ed il 2011 e tutti in servizio al dicembre 2017.
 Burkina Faso
- Force Aérienne de Burkina Faso

1 Cessna 208B in servizio al maggio 2018.
 Camerun
- Armée de l'Air du Cameroun

3 C208B EX ISR consegnati, uno dei quali consegnato nel 2015 e due a gennaio 2018.
 Ciad
- Force Aérienne Tchadienne

2 C-208B consegnati a dicembre 2017. Ulteriori 2 C-208B sono stati consegnati a maggio 2018, porta do a 4 il numero degli aerei in servizio.
 Colombia
- Fuerza Aérea Colombiana

opera con 6 Cessna 208 Grand Caravan da ricognizione e 6 da trasporto al luglio 2018.
- Ejército Nacional de Colombia

opera con 8 Cessna 208B Grand Caravan EX all'ottobre 2017.
 Rep. Dominicana
- Fuerza Aérea Dominicana

1 C208 donato dagli Stati Uniti e consegnato a febbraio 2024.
 El Salvador
- Fuerza Aérea Salvadoreña

2 Cessna 208B Grand Caravan EX ordinati, con il primo esemplare consegnato il 1 novembre 2023.
 Filippine
- Hukbong Himpapawid ng Pilipinas

2 C208 EX Grand Caravan configurati per missioni di intelligence, sorveglianza e ricognizione (ISR) ordinati a novembre 2021, poi, portati a 4 nel marzo del 2022..
- Tanod Baybayin ng Pilipinas

2 C 208B Grand Caravan EX ordinati, il primo dei quali consegnato il 4 settembre 2021.
 Gibuti
- Force Aérienne du Djibouti

2 C208 consegnati, 1 in servizio al dicembre 2020. Ulteriori 2 C208EX ISR ordinati il 13 marzo 2024.
 Giordania
- Al-Quwwat al-Jawwiyya al-malikiyya al-Urdunniyya

6 RC-208B ISR consegnati a parture dal 2010. Ulteriori 4 RC-208B-EX ISR ordinati con consegne previste per la metà del 2024.
 Guatemala
- Fuerza Aérea Guatemalteca

4 C-208 consegnati. 1 C-208B Grand Caravan EX è stato donato dagli Stati Uniti a novembre 2018, per essere utilizzato in missioni MEDEVAC.
 Honduras
- Fuerza Aérea Hondureña

5 C-208B Grand Caravan FX donati dagli Stati Uniti, con i primi 3 consegnati entro il dicembre 2018, e quattro in servizio a tutto l'agosto 2021.
 Iraq
- Al-Quwwat al-Jawwiyya al-'Iraqiyya

2 AC-208B da attacco leggero, 3 RC-208 da ricognizione e 4 C-208S da addestramento consegnati.
 Kenya
- Kenya Air Force

2 Cessna 208B-ISR Grand Caravan consegnati nel 2015, più 2 C208 da trasporto.
 Libano
- Al-Quwwat al-Jawwiyya al-Lubnaniyya

3 AC-208B consegnati rispettivamente nel 2009, nel 2013 e nel 2017. Tutti in servizio al maggio 2019.
 Mali
- Force aérienne de la République du Mali

1 Cessna C-208 ISR Donato dall'Unione europea ad aprile 2019, configurato per l'intelligence, la sorveglianza e la ricognizione (ISR).
 Mauritania
- Force aérienne de la République Islamique de Mauritanie

2 C208 ISR consegnati.
 Niger
- Armée de l'air du Niger

2 C208B ISR da ricognizione e 2 C208B da trasporto consegnati tra il 2013 e il 2015.
 Pakistan
- Pakistan Army

7 Cessna 208B in servizio al dicembre 2019. Ulteriori 2 Cessna 208B Caravan EX sono stati consegnati a dicembre 2020.
 Paraguay
- Fuerza Aérea Paraguaya

3 C208 in servizio, più 2 nuovi C208EX consegnati il 19 giugno 2021.
 Perù
- Ejército del Perú

1 Cessna 208B Grand Caravan ricevuto nel 1999.
 Ruanda
- Force Aérienne Rwandaise

2 C-208EX Grand Caravan ordinati a giugno 2020 che saranno consegnati nel 2022.
 Stati Uniti
- USAF

3 U-27B Caravan in carico al 427th Special Operations Squadron all'aprile 2019.
6th Special Operations Squadron
 Tunisia
- Al-Quwwat al-Jawwiyya al-Tunisiyya

2 C208 EX Grand Caravan configurati per missioni di intelligence, sorveglianza e ricognizione (ISR) ordinati a novembre 2021, poi, portati a 4 nel marzo del 2022. I quattro aerei sono stati consegnati il 9 settembre 2024.
 Venezuela
- Aviación Militar Venezolana

5 C208B ricevuti nel 1982-1983.
 Zambia
- Zambia Air Force

1 C 208B EX consegnato a dicembre 2020.

## Curiosità
- Il Cessna 208 Caravan è presente anche nelle varie edizioni dei simulatori di volo Flight Simulator della Microsoft.